# Рус (регија)
Рус, Руска земља (струс. Рѹсь, рѹсьскаѧ зємлѧ, стнорд. Garðaríki) је етниокултурни регион у источној Европи. Овим именом се називала и прва источнословенска држава — Кијевска Русија, а и неке кнежевине које су настале распадом ове државе имале као нпр. Галичко-волинска држава. 

## Употреба имена
Након пада Кијевске Русије и стварања Пољско-литванске уније и разједињавања староруских земаља, различите територије задржавју ово име, као нпр. Бела Русија (одале потиче назив за данашњу Белорусију) или Мала Русија — Малорусија, која је обухватала углавном делове данашње Украјине. Још за време Велике московске кнежевине почиње да се користи и назив „Русија” упоредо с називом „Рус”. Назив „Руско царство” (рус. Русское царство) постаје званичан 1547. године, док назив „Русија” (рус. Россия) улази у званичну употребу 1654. године.

## Први помен
Најстарији историјски документ који сведочи о постојању древних руских земаља, су Западнофраначки анали. Државна творевина, о којој практично ништа није познато, у модерној историографији се конвенционално означава као Руски каганат.